# Stanišinci
Stanišinci (cyr. Станишинци) – wieś w Serbii, w okręgu raskim, w gminie Vrnjačka Banja. W 2011 roku liczyła 245 mieszkańców.